# Francisco Señer Martín
Francisco Señer Martín (1906-1973) va ser un sindicalista espanyol.

## Biografia
Membre de la Confederació Nacional del Treball (CNT), en la seva joventut va ser un actiu membre del sindicat del metall de la CNT a Barcelona. En 1932 va ser membre del Comitè Nacional de la CNT, el secretari general de la qual era Manuel Rivas Barros, i a l'a l'any següent va ser delegat del sector manufacturer en el ple regional català.
Després de l'esclat de la Guerra civil es va unir a les milícies anarcosindicalistes. Arribaria a formar part de comissari polític de l'Exèrcit Popular de la República, exercint com a comissari de la 153a Brigada Mixta així com de les divisions 32a i 24a, operant als fronts d'Aragó i Catalunya.
Al final de la contesa va marxar a l'exili a França. Durant els anys de la ocupació nazi va ser un dels delegats a Tolosa de Llenguadoc de la direcció clandestina de la CNT —establerta en Marsella al desembre de 1943. Al març de 1944, durant el ple de Muret, va ser designat membre de la Comitè Nacional de la CNT. En qualitat de tal, seria un dels signataris de l'acte constitutiu de la Junta Española de Liberación (JEL) a Tolosa de Llenguadoc, el 23 d'octubre de 1944.
Va morir a París el 16 d'agost de 1973.